# کوشی‌یاکی
کوشی‌یاکی (به ژاپنی: 串焼き) یک اصطلاح رسمی در آشپزی ژاپنی برای انواع غذاهای مرغی و غیر مرغی است که توسط به سیخ کشیدن کباب می‌شوند.

## Gallery

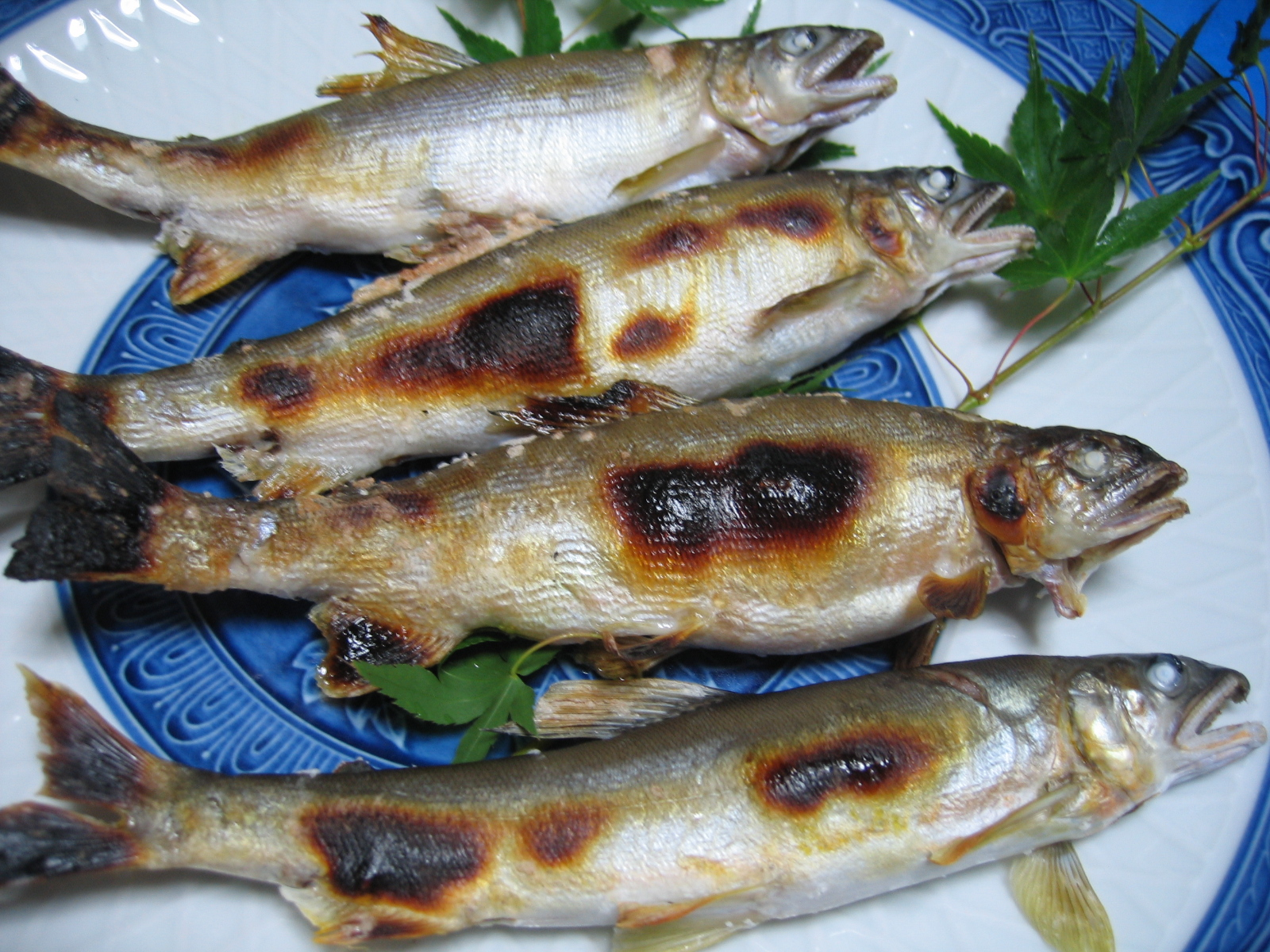
شیرین‌ماهی کباب شده با نمک
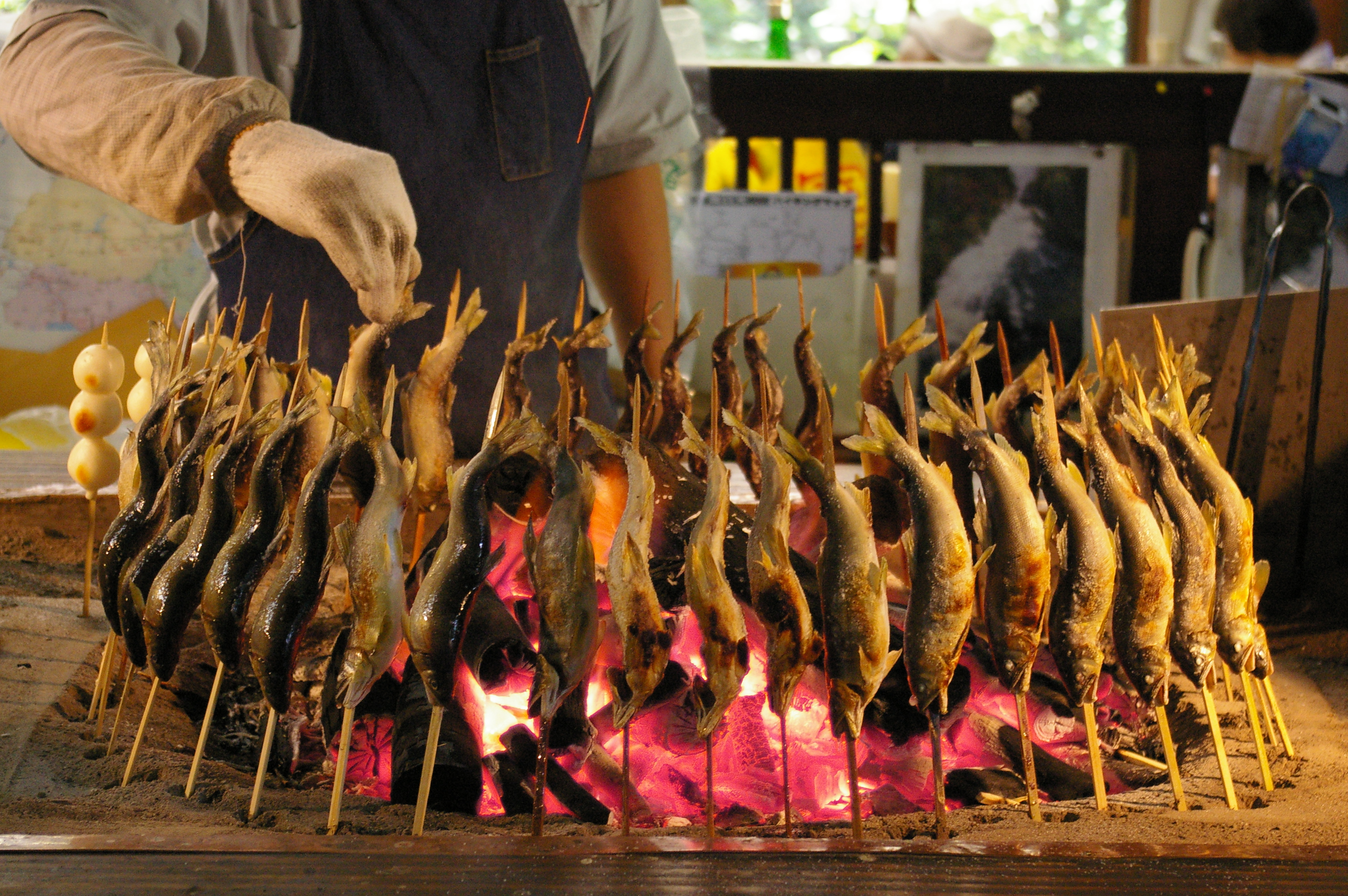
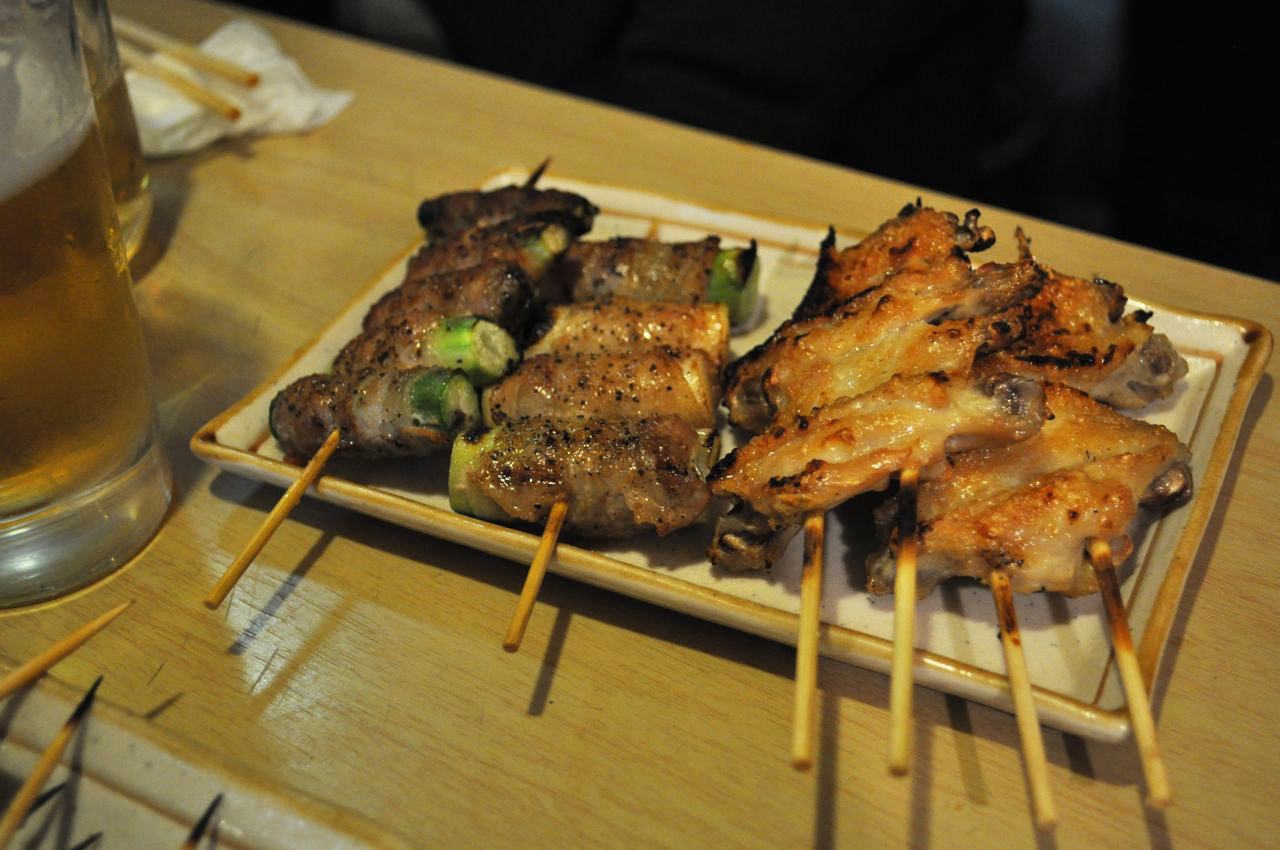
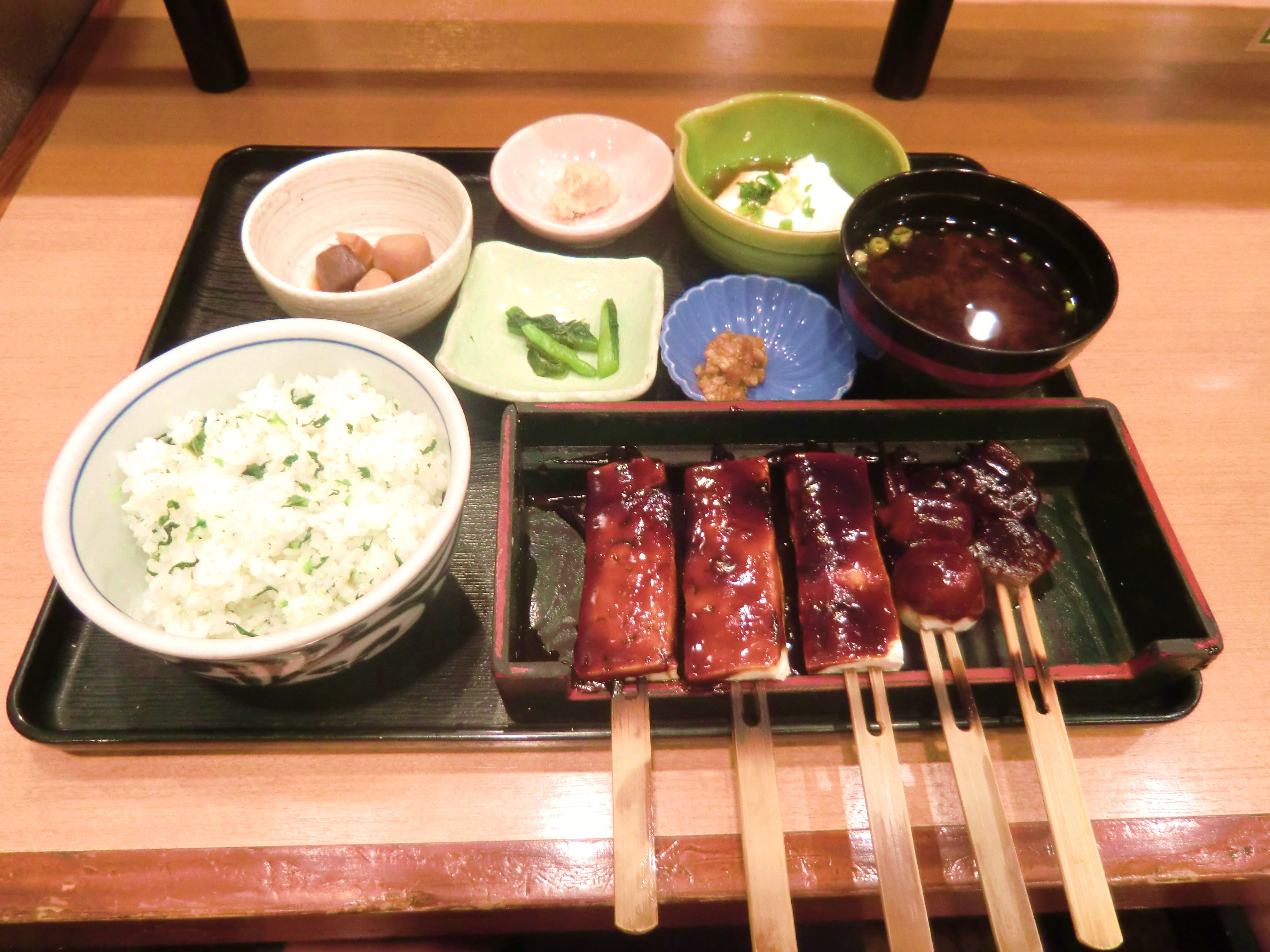
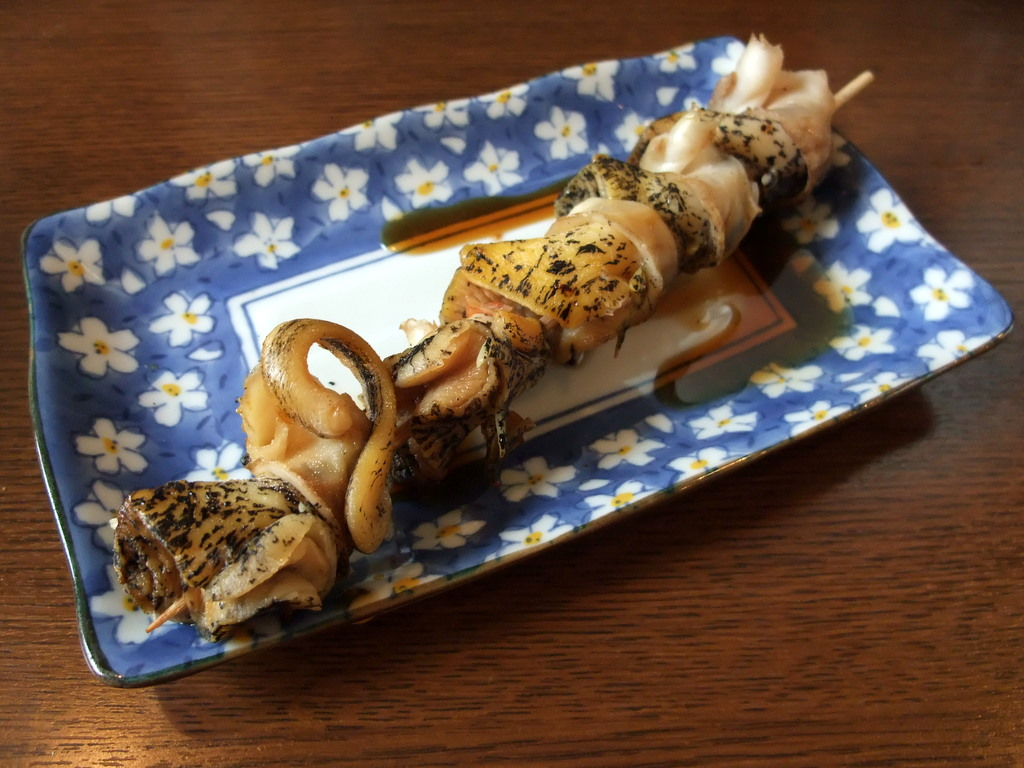
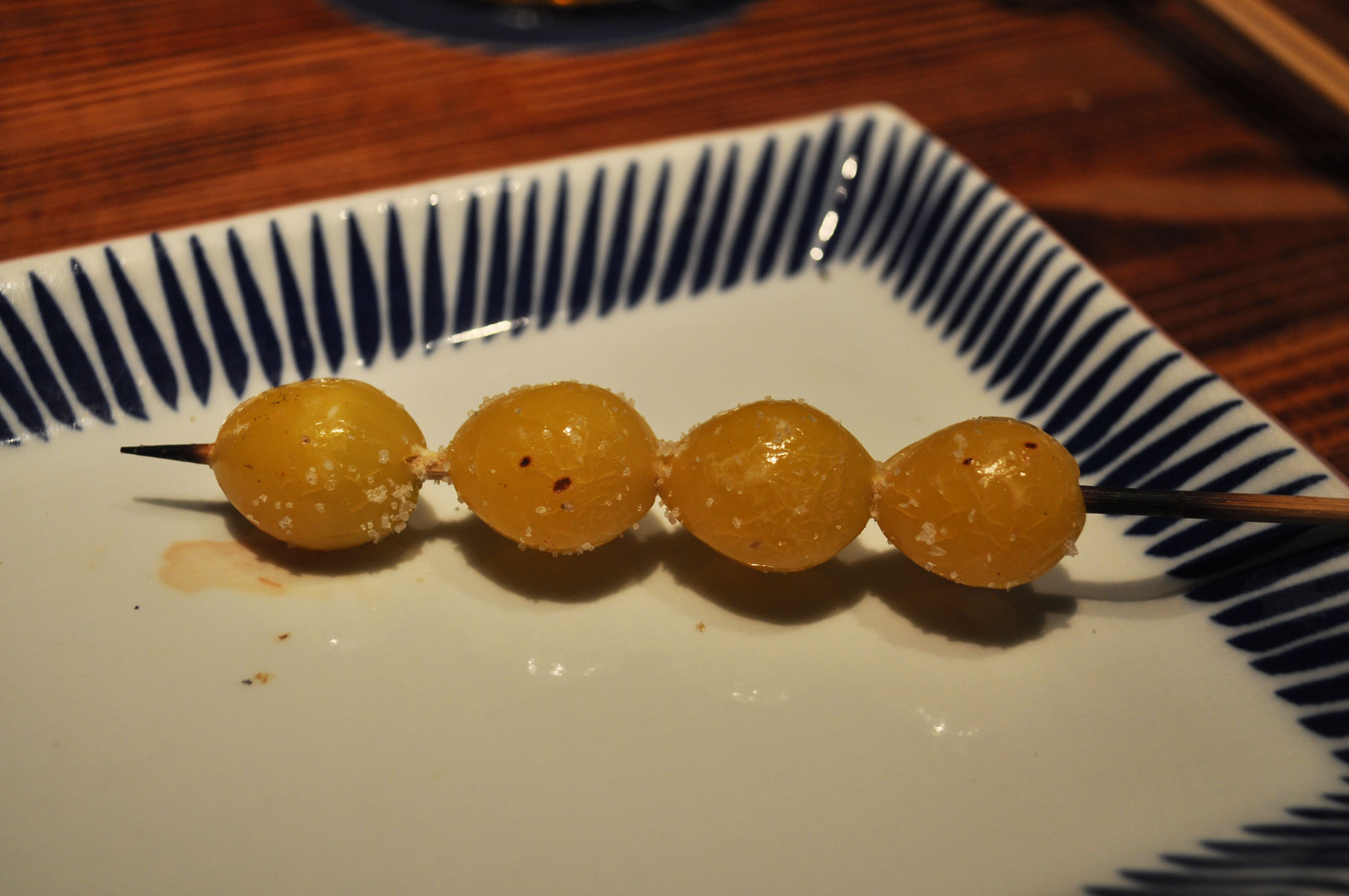
کهن‌دار (سرده)
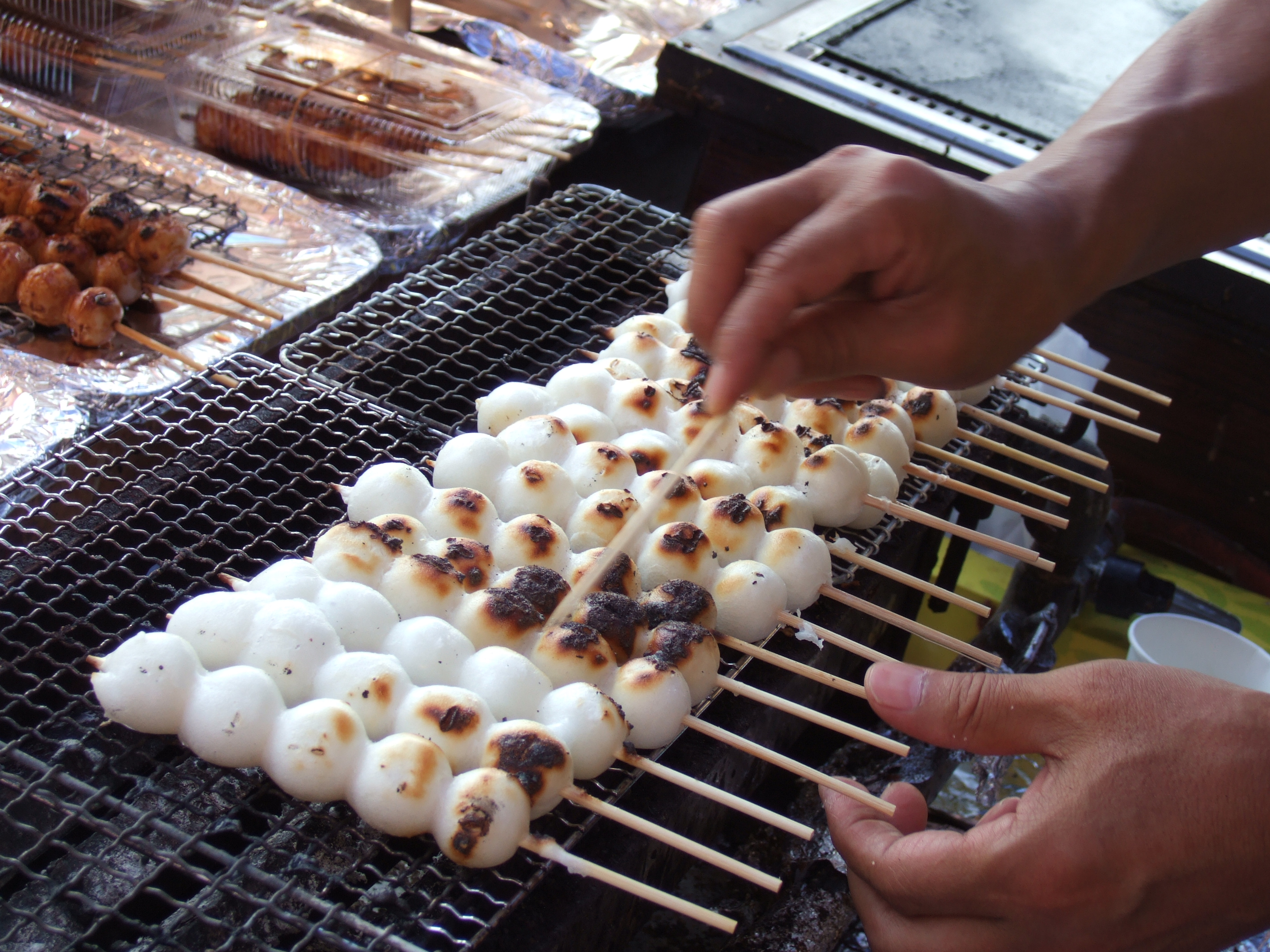